# Cooperativa Deportes
Cooperativa Deportes (llamado Al Aire Libre en Cooperativa hasta el 21 de marzo de 2024) es un programa deportivo radial chileno, transmitido por Radio Cooperativa de lunes a viernes de 14:00 a 15:30 y de 20:00 a 21:00 horas. El programa nace el lunes 2 de enero de 1995 y desde entonces ha establecido un liderazgo constante en la preferencia de las audiencias.
En sus inicios se emitía sólo en horario de 20 a 21 horas de lunes a viernes, más las transmisiones en exteriores, en 1996 se agregó la primera edición entre 14:30 y 15:00 horas, la que luego se alargó a las 14:00 horas en enero de 1997. En marzo de 2007, dicha emisión pasó a tener una duración de 90 minutos, cerrándose a las 15:30 horas, lo que se mantiene hasta el día de hoy.
Cooperativa Deportes transmite los partidos más importantes de fútbol del torneo local, así como también de equipos chilenos en torneos internacionales y los partidos de la Selección Chilena además de otros eventos deportivos como el tenis. Cuenta con un gran número de profesionales, entre los que se pueden mencionar relatores, comentaristas, conductores, reporteros y voces comerciales. También tiene una pequeña sección de humor llamado "Lo Peor de lo Nuestro". Este espacio o sección trata de reunir todas las equivocaciones o "chascarros" de los periodistas, ya sean confusiones de nombres de jugadores o errores de cualquier tipo, este espacio comúnmente sale al aire los días viernes.
El 22 de junio de 2009, Al aire libre se transforma en el primer programa deportivo radial en usar el formato TV web, es decir, que desde las 14:00 a las 15:30 se trasmite en simultáneo por radio y visualmente por internet a través de Cooperativa.cl. La transmisión por internet se denomina El show de Al aire libre. Desde marzo de 2023, además es transmitido a través de la plataforma Pluto TV.
El 26 de junio de 2020, debido a la pandemia COVID-19, una parte del equipo fue despedido.

## Equipo

### Conductores
- Sebastián Esnaola
- Patricio Muñoz Ortega
- Ernesto Contreras
- Rodrigo Contreras

### Relatores
- Ernesto Díaz Correa
- Rodrigo Contreras Lineros
- Ivo Bay

### Comentaristas
- Igor Ochoa Benítez
- José Antonio "Toño" Prieto Bunster
- Marcelo Barticciotto
- Rodrigo Goldberg

### Edición Periodística
- Ernesto Contreras Delzo
- Rodrigo Contreras Lineros

### Reporteros
- Rodrigo Gómez
- Francisco Caneo
- Sebastián Aguilar
- Ivo Bay
- Maximiliano Videla

### Corresponsales
- Rodrigo Parra (Arica)
- Mauricio Salazar (Calama)
- Marco Vivanco (Antofagasta)
- Cristián Abello (Copiapó)
- Rodrigo Gutiérrez (Coquimbo)
- Víctor González (Valparaíso)
- Ricardo Obando (Rancagua)
- Pedro Pablo "Tucu" Herrera (Talca)
- Sergio Godoy Acosta (Concepción)
- Juan Pedro Peña (Temuco)
- Alex Molina (Puerto Montt)
- Mario Gago (Italia)
- José María Lanseros (España)
- Patricio de la Barra Nazif (Brasil)
- Ulises Lencina (Argentina)

### Locutores comerciales
- Andrés Solar Murúa (2021-presente)
- Braulio Martínez (2025-presente)

## Integrantes anteriores
- Marco Antonio Cumsille Eltit (1995-2016, creador, director general y comentarista)
- Sergio Brotfeld (1995-2015, comentarista)
- Hans Marwitz Halbwachs (1995-2009, relator)
- Freddy Hurtado (1995-1996, relator)
- Aldo Schiappacasse (1995-2014, 2017-2019, comentarista)
- Ricardo Chávez Bruce (1995-2020, relator y productor ejecutivo)
- Álvaro Lara Vera (1995-2014, conductor y director)
- Juan Luis Valdés (1995-2014, reportero y editor)
- Manuel Fernández (1995-2002, reportero y relator)
- Oscar Hernán Guzmán Castillo (1995-2015, reportero)
- José Manuel García (1995-2002, reportero)
- Carlos Vidal Velásquez (1995-2008, reportero)
- Alfredo Larrazábal Carvajal (1995-2000, locutor comercial)
- Pedro Muñoz (1995, locutor comercial)
- Juan Ignacio "Nacho" Abarca (1996-2007, locutor comercial)
- Rodrigo Astorga (1995-2000, reportero)
- Rodrigo Hernández (1997-2007, reportero)
- Juan Esteban Véliz (1997-2006, reportero)
- Luis "Tio Lucho" Hernández Labarca (1999-2020, locutor comercial)
- José Arnaldo "Chasca" Pérez (2000-2020, reportero y editor)
- Roberto "Chaleco" López (2004-2014, reportero y editor)
- Gonzalo Contreras (2004-2013, reportero)
- Eduardo Álvarez Naranjo (2008-2024, locutor comercial)
- Gastón Fauré (2008-2011, reportero)
- Pamela Venegas (2007-2009, reportera)
- Claudio Riquelme (2007-2020, reportero y relator)
- Paulo Flores Reyes (2010-2012, relator)
- Edgardo Marín (2011-2015, comentarista)
- Felipe Bianchi (2011, comentarista)
- Jorge Gómez "Pelotazo" (2013-2020, comentarista)
- Oscar Buch
- Manfred Schwager
- Magdalena López (2018-2020, reportera)
- Juvenal Olmos (2021, comentarista)

## Programas

### El clásico de la tarde
Cooperativa Deportes ha cubierto más de mil eventos en los cinco continentes, recibiendo numerosas distinciones por su trabajo en pro del deporte. Así en un año decisivo para el fútbol chileno Al aire libre reforzó sus transmisiones ampliando sus señales AM y FM hacia este "show" con señal en línea de audio y video en directo, con el relato y la opinión de sus expertos panelistas.
Buena parte de los actuales y anteriores panelistas de este programa han sido reconocidos con el Premio Nacional de Periodismo Deportivo (Sergio Brotfeld, Igor Ochoa, Marco Antonio Cumsille, Felipe Bianchi, Aldo Schiappacasse, Edgardo Marín, José Antonio "Toño" Prieto) y durante su historia se ha posicionado como el espacio radial más influyente para el deporte nacional.
- Conducción: Ernesto Contreras.
- Panelistas: José Antonio "Toño" Prieto, Igor Ochoa, Marcelo Barticciotto, Rodrigo Goldberg, Patricio Muñoz Ortega.

### Cooperativa Deportes PM
El programa de la tarde de Cooperativa Deportes, tiene como objetivo la información deportiva en un tono distendido, reemplazando a la 2ª edición de lunes a viernes a las 20.00 y al posterior proyecto denominado Los sospechosos de siempre, que fue en ese horario desde el 10 de octubre de 2012 hasta marzo de 2018, en el que se incluían periodistas de otros medios de comunicación. 
- Conducción: Rodrigo Contreras Lineros